# Egesina ornata
Egesina ornata là một loài bọ cánh cứng trong họ Cerambycidae.